# 국도 제48호선 (일본)

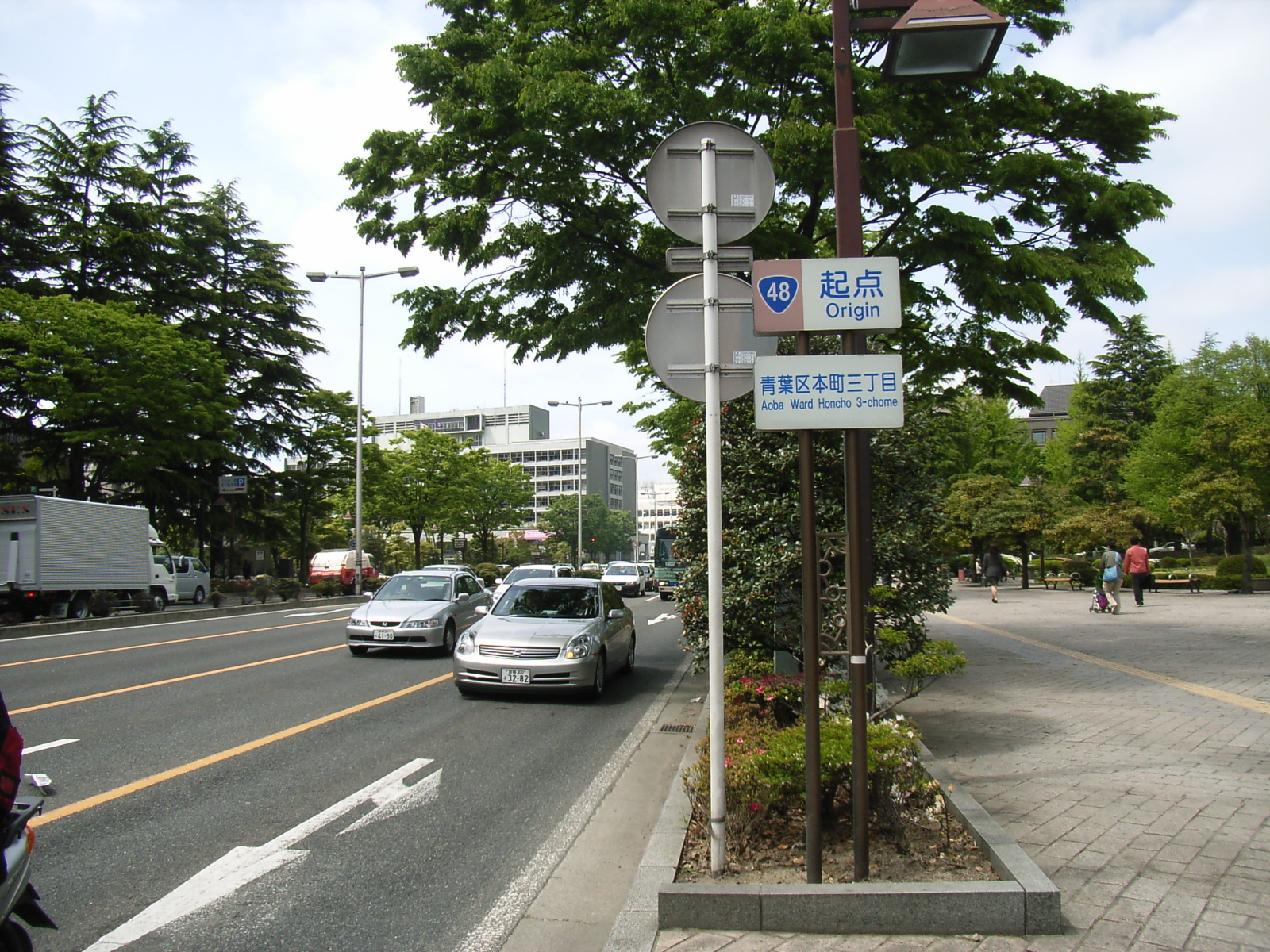
센다이시 중심에 위치하여 있게 되는 기점 관련 표지판 (2005년 5월에 촬영되었으나, 지금은 철거된 상태)

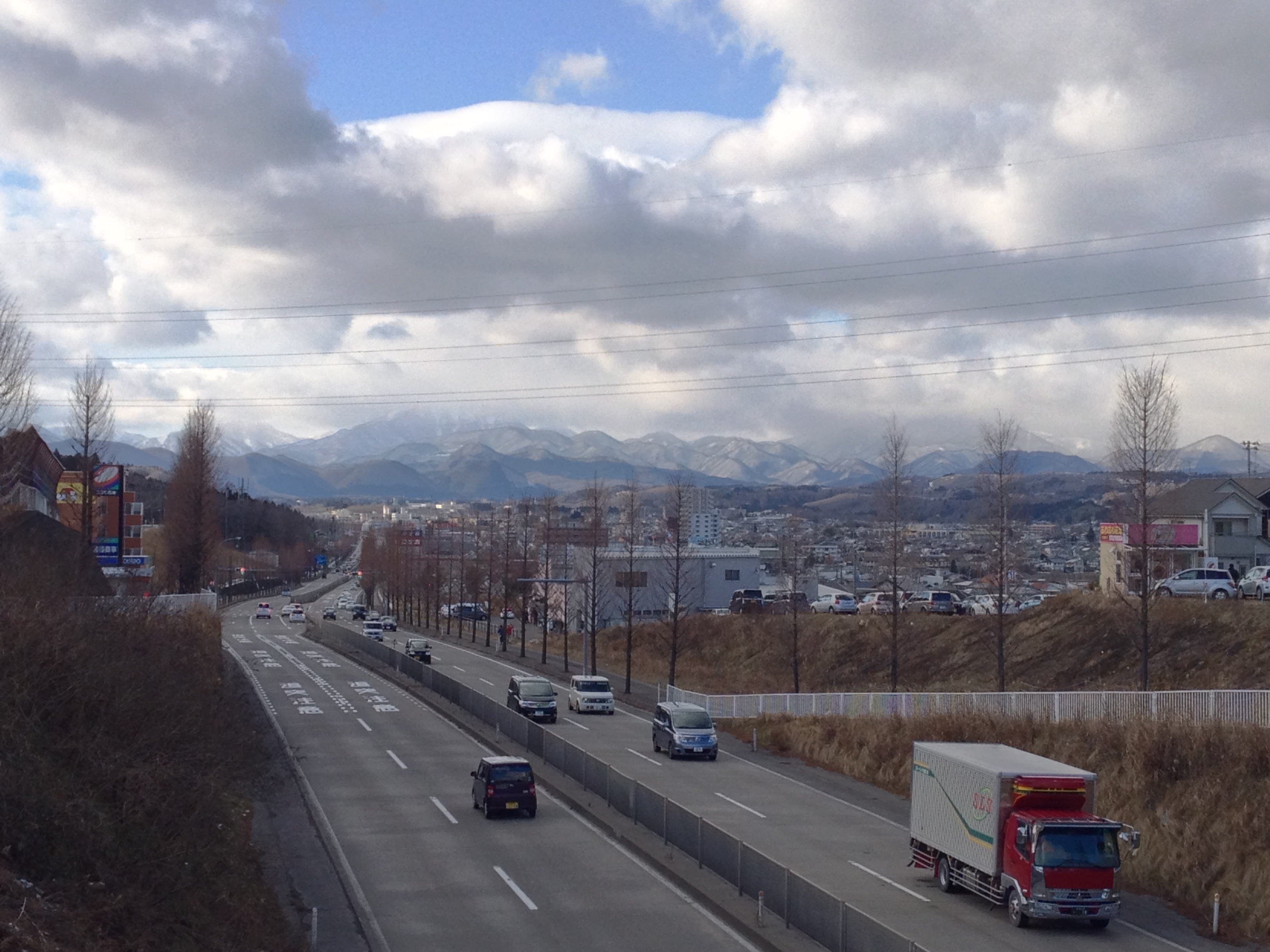
센다이시 아오바구 아야시 지구 일대의 모습이며 이 도로가 바이패스로 놓인 상태이다. (2014년 1월 촬영)

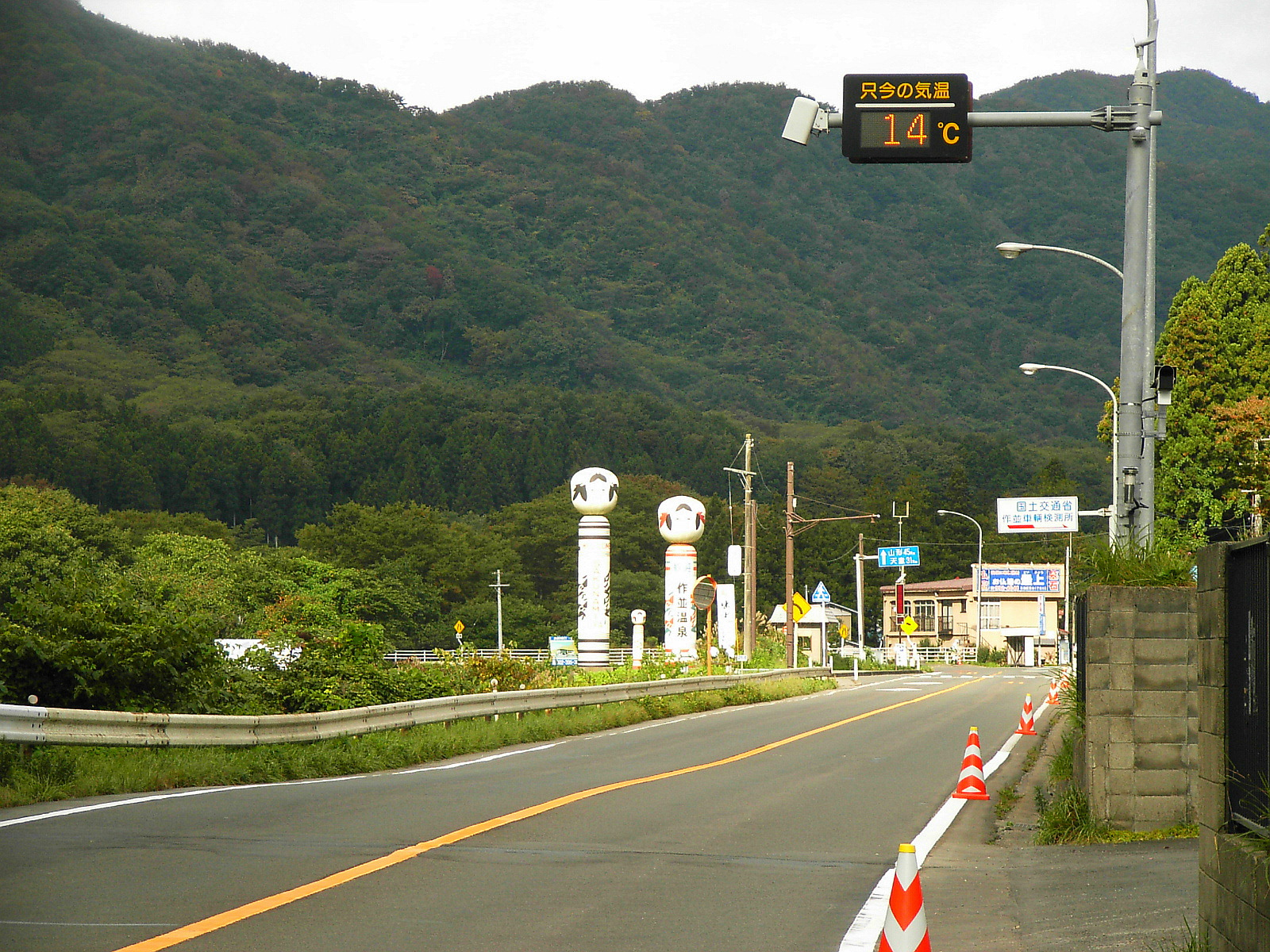
미야기현 센다이시 아오바구 사쿠나미 (2005년 10월 촬영)

일본 48번 국도(일본어: 国道48号→국도 48호)는 미야기현 센다이시 아오바구 고토다이 공원 앞에서 출발하여 중간에 야마가타현 히가시네시와 덴도시를 거쳐 다시 같은 현의 야마가타시의 이다 교차로까지 이어주는 총 연장 83.2 km 거리를 가진 일반 국도 노선이다. 한 때에는 이 국도가 예전에 국도 제110호선(国道110号)의 일부 구간에서 파생되어 있었던 것으로 나온 것으로 드러나고 있으나, 해당 도로가 1963년에 공식적으로 국도 노선으로 지정된 상태다.

## 노선 정보
- 기점: 미야기현 센다이시 아오바구 혼초 (고토다이 공원 앞: 45번 국도와 286번 국도(일본어판)의 기점이 서로 만남)
- 주요 경유지: 히가시네시, 덴도시
- 총 연장: 83.2 km (센다이시 42.0 km, 야마가타현 41.2 km)
- 중용 연장: 21.9 km (센다이시에는 없고, 야마가타현 한정 21.9 km)
- 실제 연장: 61.3 km (센다이시 42.0 km, 야마가타현 19.3 km)
  - 현도: 55.9 km (센다이시 36.6 km, 야마가타현 19.3 km)
  - 신도: 5.4 km (센다이시 한정 5.4 km가 신도로 지정)
  - 구도: 없음

## 노선 개황

### 바이패스
- 센다이니시 도로(일본어판) (자동차 전용도로로 지정된 상태)
- 아야시 바이패스(일본어판)

## 지리

### 통과하는 지자체
- 미야기현 : 센다이시 (아오바구)
- 야마가타현 : 히가시네시, 덴도시, 야마가타시
- 종점 : 야마가타현 야마가타시 (이다 교차로 : 국도 제13호선과 중첩됨)

### 주요 접촉 도로
- 국도
  - 국도 제45호선
  - 국도 제286호선
  - 국도 제457호선
  - 국도 제112호선
  - 국도 제13호선
- 고속도로
  - 도호쿠 자동차도 센다이미야기IC(일본어판)
  - 야마가타 자동차도 야마가타IC(일본어판)